# Planetary (Go!)
Pour les articles homonymes, voir Planetary.
Singles par
Sing
(2010) The Kids from Yesterday
(2012)
Planetary (Go!) est le cinquième single inclus dans le quatrième album studio du groupe américain My Chemical Romance, intitulé Danger Days: The True Lives of the Fabulous Killjoys. Sur la pochette, le mot japonais pour « go », 行け (go) peut être aperçu. Le single a été nommé pour le Kerrang! Award for Best Single (en).

## Production
Le 4 février 2011, My Chemical Romance annonce la commercialisation du single pour le 21 mars 2011 sur leur site officiel. Le single est également la musique d'introduction, et lors de courses, dans le jeu vidéo Gran Turismo 5 (sauf pour la version japonaise). Il est également inclus dans le jeu F1 2011, et utilisé dans la publicité pour Super Bowl XLV. Le single est reporté à sa sortie en Irlande jusqu'au 25 mars, et Royaume-Uni et aux États-Unis pour le 28 mars.

## Vidéoclip
Le vidéoclip est enregistré le 24 mars 2011, à la O2 Academy, Islington. La vidéo est officiellement mise en ligne sur la page Facebook de My Chemical Romance le 21 mars 2011.

## Classement
| Classement (2011)                     | Meilleure position |
| ------------------------------------- | ------------------ |
| UK Rock (The Official Charts Company) | 1                  |

## Crédits
- Gerard Way - chant
- Ray Toro - guitare solo, chœur
- Frank Iero - guitare rythmique, chœur
- Mikey Way - basse
- Michael Pedicone - batterie
- James Dewees - claviers, chœur

## Pistes
Version 1 (CD promotionnelle)
| No | Titre                            | Durée |
| -- | -------------------------------- | ----- |
| 1. | Planetary (GO!) (radio edit)     | 3:59  |
| 2. | Planetary (GO!) (single version) | 4:06  |

Version 2 (téléchargement payant)
| No | Titre                                  | Durée |
| -- | -------------------------------------- | ----- |
| 1. | Planetary (GO!) (single version)       | 4:06  |
| 2. | Planetary (GO!) (Lags Gallows Remix)   | 4:00  |
| 3. | Planetary (GO!) (Vazquez/Gorman Remix) | 3:58  |